# Teodoro File

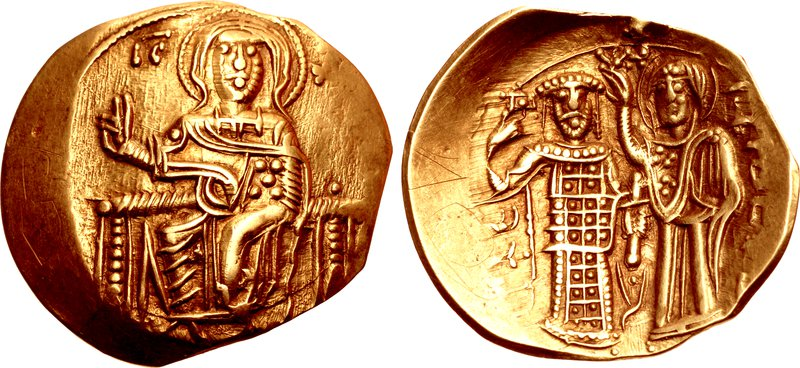
Hipérpiro de r.

Teodoro File (em grego: Θεόδωρος Φιλῆς) foi um nobre bizantino e governador de Tessalônica em meados do século XIII. Teve um filho, Aleixo File, mais tarde grande doméstico.
Teodoro foi o primeiro membro notável da família File. Foi nomeado governador de Tessalônica pelo imperador de Niceia João III Ducas Vatatzes (r. 1222–1254) em algum momento entre 1248-1252, quando o antigo governador, Andrônico Paleólogo, morreu. Este ponto, aparentemente designado com o título de pretor, implicou um amplo mandato, abrangendo autoridade militar, fiscal e judicial sobre as terras e cidades da Macedônia que estava nas mãos dos nicenos.
Durante seu governo, File menosprezou o herdeiro aparente niceno, Teodoro II Láscaris, que se tornou seu inimigo declarado. Quando Teodoro II subiu ao trono em 1254, File e outro nobre importante, Constantino Estrategópulo, foram cegados por ordem do imperador por crime de lesa-majestade.
Foi sucedido como pretor em Tessalônica pelo historiador Jorge Acropolita. Consequentemente, File e sua família tornaram-se apoiadores da oposição aristocrática em torno de Miguel Paleólogo, e após a morte de Teodoro II em 1258, apoiaram a oferta de Miguel para controlar o império contra o regente, Jorge Muzalon. Em 1259, Miguel Paleólogo, agora imperador, enviou File em uma missão diplomática para a corte epirota de Miguel II Comneno Ducas (r. 1230–1266/1268), mas este não alcançou sucesso nenhum.